# Pragmàtica Sanció del 554
La Pragmàtica Sanció del 554 va ser emesa per l'emperador romà d'Orient Justinià el 14 d'agost de 554, a petició del Papa Vigili, per posar remei als mals que havien portat a Itàlia la guerra gòtica. La Pragmatica Sanció de 554 va formar, durant el període del domini romà d'Orient (554-568), la base fonamental de la legislació imperial a Itàlia. Justinià pretenia posar ordre als assumptes d'Itàlia i tornar-los les condicions que tenien en temps d'Amalasunta i Atalaric. Amb ella, derogava tots els actes dels reis gots, no reconeguts com a legítims per l'Imperi Romà d'Orient, amb especial condemna de les disposicions emeses per Totila. L'emperador va intentar així remeiar les conseqüències de la guerra.